# Real de agua
El real de agua (también llamado real fontanero) era una medida de aforo que correspondía al caudal de agua que salía por un caño cuya boca era del diámetro de un real de plata. En Madrid se fijó en 3 pulgadas cúbicas por segundo, o en 100 cubas al día, el equivalente a 32 hl en el canal del Lozoya.
Pedro Felipe Monlau en su manual dedicado a Madrid o Amigo del forastero en Madrid y sus cercanías, publicado en 1850, explica que el real de agua (RA) –según el baremo de medidas en esa ciudad– era «la cantidad de agua que pasa por un tubo del diámetro de un real de vellón». Un real se divide, a su vez, en dos medios, cuatro cuartillos, o 16 pajas. El sistema de medidas referido por Monlau, anota también que un real de agua equivale a «96 cubas diarias de a dos arrobas y media», o a unos 150 pies cúbicos de agua.
La reina Isabel II fue propietaria de 362,5 reales fontaneros de agua.